# Der lachende Vampir
Der lachende Vampir (jap. 笑う吸血鬼 Warau Kyūketsuki) ist ein alternativer Manga des japanischen Zeichners Suehiro Maruo. Er ist dem Horror-Genre zuzuordnen.

## Handlung
Der Mittelschüler Konosuke Mori wird von Rakuda Onna, einer 130 Jahre alten Dämonin, zu ihrem Begleiter ausgewählt. Er muss ihr Blut trinken und wird so zu einem Vampir, der das Tageslicht nicht verträgt und in regelmäßigen Abständen neue Opfer finden muss, um seinen Blutdurst zu stillen. Er empfindet Lust und Berauschung bei seinen Taten und wendet sich vollständig von seinem bisherigen Leben ab.
Luna Miyawaki ist eine Mitschülerin, die im Gegensatz zu den anderen Mädchen schüchtern und zurückhaltend ist. Sie ist eine Außenseiterin, die versucht, sich ihrer aufkeimenden Sexualität zu widersetzen. Nach einer Vergewaltigung zeigt die von ihr bislang aufrecht gehaltene Fassade Risse, sie attackiert eine Mitschülerin und scheint sich nach dem Tod zu sehnen.
Bei den nächtlichen Umtrieben kreuzen sich Konosuke Moris Wege mit denen von Sotoo Henmi, einem anderen Mittelschüler. Dieser verübt in der Nacht Gewalttaten, die er später seinem Tagebuch mit dem Titel Der lachende Vampir anvertraut. Eines Nachts überwältigt er die junge Luna, er stranguliert sie mit einem Gürtel und trinkt ihr Blut in der Vorstellung, eine ästhetische Szene voller Genuss erleben zu können. Der Geschmack des Blutes ist jedoch so widerlich, dass er vor Entsetzen vom Tatort flieht.
Konosuke Mori findet den leblosen Körper und lässt Luna sein Blut trinken. Luna wird so zu einem Vampir und seiner Gefährtin. Die beiden töten zunächst Lunas Vergewaltiger und später Henmi, bevor sie gemeinsam mit einer Opfergabe zu Rakuda Onna zurückkehren.

## Stil
Suehiro Maruos Zeichnungen sind detail- und kontrastreich. Seine sauberen und glatten Konturen stehen häufig in starkem Kontrast zu dem dargestellten Inhalt. Abgetrennte Extremitäten, blutbesudelte Kleidung, Hände und Gesichter und Insekten, von Schmetterlingen bis zu Gewürm, werden präzise und effektvoll in Szene gesetzt. Die jungen Charaktere zeigen schöne, sehr feminine Gesichtszüge.
Wie Hagio Moto in Poe no Ichizoku nutzt Suehiro Maruos hier das Thema Vampirismus, um Gewalt, Sexualität und Einsamkeit der jugendlichen Charaktere darzustellen.

## Veröffentlichungen
Der lachende Vampir erschien von 1998 bis 1999 zunächst in Einzelkapiteln im japanischen Manga-Magazin Young Champion. Der Akita-Shoten-Verlag veröffentlichte diese Einzelkapitel auch in einem Sammelband.
Der Berliner Comicverlag Reprodukt veröffentlichte den Manga 2003 mit einer Altersempfehlung ab 18 Jahren. Das Nachwort schrieb Jaqueline Berndt. Die Verkaufszahlen der deutschsprachigen Übersetzung waren nicht besonders gut. Der 2004 in Japan veröffentlichte zweite Teil (ハライソ―笑う吸血鬼 2 Haraiso: Warau Kyūketsuki 2, Paradies: Der lachende Vampir 2) erschien im Dezember 2022 im Rahmen einer Neuauflage des Mangas.